# 良知真次
良知 真次（らち しんじ、1983年3月16日 - ）は、日本の俳優、タレント、実業家、元ジャニーズJr.。株式会社WorldCode代表取締役。東京都出身。血液型A型。

## 経歴
1998年4月、バラエティ番組『8時だJ』のオーディションに合格し、15歳でジャニーズ事務所に入所して、KinKi Kidsの横浜アリーナでのコンサートを皮切りに、ジャニーズJr.として活動を始める。入所のきっかけは少年隊のミュージカルのビデオを観たことだった。ジャニーズJr.内ユニットのMusical AcademyやM.A.D.のメンバーとして活動するなどし、2001年に退所する。
2004年に研究生から2年ほど劇団四季に所属し、2007年に東宝芸能へ移籍する。
2011年3月、PaniCrewの植木豪と新ユニット『AUTRIBE』結成。
2013年11月、「コバソロwith良知真次」としてMVを公開。
2016年3月31日、一般女性との結婚、入籍を発表。
2019年1月1日、株式会社WorldCodeを設立し、自身のブログで代表取締役に就任したことを報告。プロデュース業や振付・脚本・演出・監督・制作・人材育成などスタッフとしての業務は株式会社World Codeで行っていく。また2018年12月31日で東宝芸能との契約が終結した事と株式会社サンカラーズへの移籍を発表。
2019年1月、兵庫県立淡路島公園アニメパーク『ニジゲンノモリ』親善大使に就任。株式会社パソナグループと株式会社ニジゲンノモリのエグゼクティブプロデューサーとして参加（2020年4月、任期終了）。
2019年2月、NPO法人 日中映画祭実行委員会プロデューサーに就任。
2019年3月、代々木アニメーション学院特別講師兼スペシャルアドバイザーに就任。
2020年6月30日、株式会社サンカラーズとの契約を終了。
2024年11月、演出の児玉明子と総合演出・振付の良知真次のタッグが送る、美しいDollたちが歌い踊るガールズミュージカルシリーズが再演。

## ジャニーズJr.時代出演

### テレビドラマ
- 史上最悪のデート 15話（2001年3月18日、日本テレビ）[要出典]

## 劇団四季時代出演
- ジーザス・クライスト・スーパースター ジャポネスク（2004年8月8日- 29日、四季劇場 [秋]）
- マンマ・ミーア!（2005年1月9日 - 6月26日、大阪四季劇場）
- ミュージカル李香蘭（2005年8月14日 - 10月2日、四季劇場 [秋]）
- コーラスライン（2005年12月21日 - 2006年2月5日、京都劇場）- マーク・アントニー 役

## 出演作品

### 舞台
- LOVE LOVE DE SHOW オレンジ・カーニバル（2007年7月10日 - 15日、クラブeX）
- TOURSミュージカル 赤毛のアン（2007年8月18日 - 28日、札幌・仙台・埼玉・東京・名古屋・福岡・広島・大阪） - ギルバート・ブライス 役
  - TOURSミュージカル 赤毛のアン（2008年8月14日 - 28日、札幌・仙台・埼玉・東京・大阪・福岡・広島・名古屋） - ギルバート・ブライス 役
- Super gala dance revolution DANCE SYMPHONY（2007年10月17日 - 21日、天王洲銀河劇場）
- 君に捧げる歌〜A Song for you〜（2007年12月15日 - 25日、東京芸術劇場） - 主演：水沢勇太 役
- ミュージカル WILDe・BEAUTY＝オスカー・ワイルド、或いは幸せの王子＝（2008年3月12日 - 23日、銀座博品館劇場） - ジェイムス 役
- TSミュージカル　Calli [カリィ] 〜炎の女カルメン〜（2008年5月31日 - 6月8日、天王洲銀河劇場） - レメンダート 役
- Musical Show“D”〜永遠という名の神話〜（2008年10月1日 - 12日、銀座博品館劇場） - ポール・ニューマン/サル・ミネオ 役
- ALTAR BOYZ （2009年2月9日 - 26日、〈2/9はプレビュー公演〉新宿FACE / 中京大学文化市民会館プルニエホール / 大阪厚生年金会館（ウェルシティ大阪）芸術ホール） - アブラハム 役
  - 〜Award-Winning Best Off-Broadway Musical〜ALTAR BOYZプレビュー公演（2010年11月15日、新宿FACE）
  - ALTAR BOYZ 〜Red（2010年11月16日 - 28日、新宿FACE / 12月4日・5日、梅田芸術劇場シアタードラマシティ / 12月6日、中京大学文化市民会館プルニエホール） - アブラハム 役
  - ALTAR BOYZ TOUR FINAL（2010年12月10日 - 11日、新宿BLAZE）
  - ALTAR BOYZ 2012 〜Red（2012年1月28日 - 2月14日、新宿FACE / 2月18日、森ノ宮ピロティホール / 2月25日 - 26日、新宿BLAZE） - アブラハム 役
  - BEST OF OFF BROADWAY MUSICAL「ALTAR BOYZ」〜LEGEND〜（2014年11月24日 - 12月8日、新宿FACE / 12月10日、名鉄ホール / 12月13日 - 14日、松下IMPホール） - アブラハム 役
  - ALTAR BOYZ〜CHRISTMAS SPECIAL〜（2014年12月19日 - 21日、AiiA Theater Tokyo） - アブラハム 役
  - ALTAR BOYZ 2017（2017年2月6日 - 14日、新宿FACE / 2月18日、森ノ宮ピロティホール / 2月24日 - 26日、品川ステラボール） Team Legacy - アブラハム 役
  - ALTAR BOYZ〜10th ANNIVERSARY〜（2019年3月20日 - 4月6日、新宿FACE / 4月12日 - 14日、品川ステラボール） Team SPARK - マシュー 役[17]
  - ALTAR BOYZ 2021（2021年4月9日 - 24日、新宿FACE）Team LEGEND - アブラハム 役[注 1]
  - ALTAR BOYZ SPECIAL 2021（2021年11月20日 - 21日、日本青年館）Team LEGEND - アブラハム 役[20]
- LOVE LOVE DE SHOW 『SAKURA cha cha』（2009年4月23日 - 30日、銀座博品館劇場）
- GLORY DAYS （2009年6月11日 - 25日、新宿FACE / 7月1日、福岡サンパレスホテル＆ホール / 7月3日、梅田芸術劇場シアタードラマシティ / 7月5日、名鉄ホール） - アンディ・スコット 役
- 屋根の上のヴァイオリン弾き（2009年10月5日 - 29日、日生劇場） - パーチック 役
- TSミュージカル『Garantido（ガランチード）-生きた証-』（2010年2月19日 - 28日、東京芸術劇場中ホール）
- CLUB SEVEN  6th stage!（2010年3月29日 - 4月4日、天王洲銀河劇場）
- ミュージカル『アトム』（2010年6月19日 - 27日、新宿文化センター大ホール / 7月18日 - 19日、兵庫県立芸術文化センター阪急中ホール） - 主演：トキオ 役
  - ミュージカル『アトム』（2013年2月21日 - 24日、新宿文化センター大ホール） - 主演：トキオ 役
- タンブリング（2010年9月9日 - 13日、赤坂ACTシアター / 10月2日 - 4日、サンケイホールブリーゼ） - 川本修 役
  - タンブリングvol.2（2011年5月18日 - 7月3日、赤坂ACTシアター他）- 不知火友哉 役
- 陰陽師〜Light and Shadow〜（2011年4月7日 - 17日、新国立劇場中劇場） - 皐月役
- ミュージカル・ロミオ＆ジュリエット（2011年9月7日 - 10月2日、赤坂ACTシアター / 10月8日 - 20日、梅田芸術劇場） - マーキューシオ役
- ミュージカル『スリル・ミー』（2012年7月15日 - 29日、天王洲銀河劇場） -「私」役
  - ミュージカル『スリル・ミー』（2013年3月14日 - 24日、天王洲銀河劇場） -「私」役
- ウィズ〜オズの魔法使い〜（2012年9月28日 - 11月6日、KAAT神奈川芸術劇場ホール 他） - ブリキ男 役
- ミュージカル『黒執事』-The Most Beautiful DEATH in The World- 千の魂と堕ちた死神』（2013年5月17日 - 6月9日、赤坂ACTシアター 他）- エリック・スリングビー 役
- 宝塚BOYS（2013年7月23日 - 9月15日、シアタークリエ 他）- 竹内重雄 役
  - 宝塚BOYS（2018年8月4日 - 9月2日、東京芸術劇場プレイハウス 他）team SEA - 上原金蔵 役[21]
- 音楽劇『ヴォイツェク』（2013年10月4日 - 14日、赤坂ACTシアター / 10月25日 - 27日、シアターBRAVA!） - カール役
- CLASSICAL NEO FANTAZY SHOW『THE SHINSENGUMI』Sword Dance 〜剣、烈風の如く、真空に舞う〜（2013年12月4日 - 10日、天王洲銀河劇場 / 12月20日 - 21日、サンケイブリーゼ）- 桂小五郎 役
- KREVAの新しい音楽劇 最高はひとつじゃない2014（2014年1月28日 - 2月2日、シアタークリエ）- 清掃夫 役
- ミュージカル『ちぬの誓い』（2014年3月21日 - 31日、東京芸術劇場プレイハウス / 4月5日 - 6日、兵庫県立芸術文化センター阪急中ホール）- 達若 役
- 心理スリラーミュージカル『ブラック メリーポピンズ』（2014年7月5日 - 20日、世田谷パブリックシアター）- ヨナス 役
  - 心理スリラーミュージカル『ブラック メリーポピンズ』（2016年5月14日 - 6月17日、世田谷パブリックシアター 他）- ヨナス 役[22]
- Asian entertainment musical『ミリオンダラー・ヒストリー』（2014年8月13日 - 17日、天王洲銀河劇場）- 主演：星美イブキ 役
- 『アルジャーノンに花束を』（再演）（2014年9月 - 10月、天王洲銀河劇場） - ハロルド・ニーマー教授／ギンピイ 役
- 超歌劇『幕末Rock』（2014年12月24日 - 29日、天王洲銀河劇場）- 主演：坂本龍馬 役
  - 超★超歌劇『幕末Rock』（2015年8月8日 - 9日、梅田芸術劇場シアター・ドラマシティ / 8月13日 - 16日、Zeppブルーシアター六本木）- 主演：坂本龍馬 役
  - 超歌劇『幕末Rock』黒船来航（2016年8月20日・21日、京都劇場 / 9月3日 - 9日、EX THEATER ROPPONGI）- 主演：坂本龍馬 役[23]
  - 超歌劇『幕末Rock』絶叫！熱狂！雷舞（2017年11月24日 - 26日、メルパルクホール / 11月29日 - 12月3日、AiiA 2.5 Theater Tokyo）- 主演：坂本龍馬 役[24]
- ミュージカル『シャーロックホームズ2 〜ブラッディ・ゲーム〜』（2015年4月26日 - 5月17日、東京芸術劇場プレイハウス 他）- エドガー 役
- 音楽劇『ライムライト』（2015年7月5日 - 8月1日、シアタークリエ 他） - ネヴィル 役
- ミュージカル『ダンス・オブ・ヴァンパイア』（2015年11月3日 - 2016年1月17日、帝国劇場 他）- アルフレート 役
- ミュージカル『さよならソルシエ』（2016年3月17日 - 21日、Zeppブルーシアター六本木）- 主演：テオドルス・ファン・ゴッホ 役[25]
  - ミュージカル『さよならソルシエ』（2017年3月17日 - 20日、THEATRE1010） - 主演：テオドルス・ファン・ゴッホ 役[26]
- Take Me Out（2016年12月9日 - 21日、DDD AOYAMA CROSS THEATER / 12月23日・24日、兵庫県立芸術文化センター） - 主演：メイソン・マーゼック 役[27]
- ライブ・スペクタクル『NARUTO-ナルト-』〜暁の調べ〜（2017年5月19日 - 8月6日、AiiA 2.5 Theater Tokyo 大阪 シンガポール 上海）- うちはイタチ 役[28]
  - ライブ・スペクタクル『NARUTO-ナルト-』〜暁の調べ〜（2019年10月25日 - 11月4日、メルパルクホール / 11月8日 - 12月1日、天王洲銀河劇場 他）- うちはイタチ 役[29]
  - ライブ・スペクタクル「NARUTO-ナルト-」〜忍界大戦、開戦〜（2022年10月1日 - 10日、神戸文化ホール中ホール / 10月15日 - 22日、天王洲銀河劇場）- うちはイタチ 役[30]
- 『朗読劇 私の頭の中の消しゴム 』9th letter（2017年8月18日、サンシャイン劇場）- 浩介 役[31]
- PARCO & CUBE 20th present『人間風車』（2017年9月28日 - 11月2日、東京芸術劇場プレイハウス 他）- 国尾 役[32]
- ミュージカル『陰陽師』〜平安絵巻〜（2018年3月9日 - 18日、日本青年館ホール / 3月30日 - 4月22日、深圳 上海 北京）- 主演： 安倍晴明 役[33]
- ミュージカル『Code:Realize』（2018年5月17日 - 20日、シアター1010 / 5月26日 - 27日、森ノ宮ピロティホール）- 主演：アルセーヌ・ルパン 役[34]
- ミュージカル『ドリアン・グレイの肖像』（2018年9月21日 - 30日、博品館劇場 / 10月10日 - 11日、梅田芸術劇場シアター・ドラマシティ）- 主演：ドリアン・グレイ 役[35]
- LOVE LETTERS 2018 Autumn Special（2018年11月14日、サンシャイン劇場）- アンディー 役[36]
- 『FINAL FANTASY BRAVE EXVIUS』 THE MUSICAL（2020年3月12日 、天王洲銀河劇場 無観客公演）- レーゲン 役[37]
- リモート配信劇場「うち劇」朗読劇『振り向くな、後ろには未来はない』（2020年5月5日）- 片桐 役[38]
- 演劇の毛利さん – 音楽劇『星の飛行士』（2021年1月6日 - 17日、サンシャイン劇場 / 1月27日 - 31日、梅田芸術劇場シアター・ドラマシティ）- リヴィエール 役[39]
- 付き人さんシリーズ『ATTENDANT“X”』 (2021年10月22日 - 24日、博品館劇場)[40]
- 歌劇『桜蘭高校ホスト部』（2022年1月15日 - 23日、天王洲銀河劇場）- 藤岡涼二（蘭花） 役 ※法月康平が降板のため代役[41][42]
- 朗読劇「青空」（2022年11月4日、博品館劇場）- 小太郎 役
- 日中合作 音楽劇「李香蘭-花と華-」(2023年1月13日 - 22日、紀伊國屋サザンシアター TAKASHIMAYA）- 甘粕正彦 役[43]
- ミュージカル「暁のヨナ」（2024年7月20日 - 28日、シアターH） - スウォン 役[44]
- 音楽劇「無人島に生きる十六人」（2025年1月25日 - 2月2日、日本青年館ホール） - 中川倉吉 役[45][46]
- ミュージカル「薔薇王の葬列」（2025年4月19日 - 27日、こくみん共済 coop ホール/スペース・ゼロ） - ヨーク公リチャード 役[47]
- 舞台「鬼太郎誕生 ゲゲゲの謎」（2026年1月9日 - 25日〈予定〉、サンシャイン劇場 / 1月29日 - 2月1日〈予定〉、梅田芸術劇場シアター・ドラマシティ / 2月7日・8日〈予定〉、鳥栖市民文化会館） - 長田幻治 役[48]

### 映画
- 群青 愛が沈んだ海の色（2009年6月27日有楽町スバル座他全国ロードショー）- 上原一也役
- タイガーマスク（2013年11月9日 全国ロードショー）- ダン 役

### テレビ
- TBSドラマ 特別企画2011『帰郷』(2011年12月23日) - 神尾裕介 役
- 『都市伝説の女』(2012年4月 - 6月) - 安藤満 役

### 配信ドラマ
- 『逃亡料理人ワタナベ』（2019年3月）- 木肌実 役

### ラジオ
- 2.5次元男子放送部（2017年9月8日・9月15日） - パーソナリティー

### LIVE
- First!　良知真次×石井一彰LIVE（2008年1月26日、原宿アストロホール）- 演出・構成・振付
- 良知真次LIVE『HISTORY ROAD』SHINJI RACHI LIVE AT CLUB IKSPIARI（2009年12月27日、Club IKSPIARI）
- AUTRIBE 1st LIVE "HISTORYCONECTION"（2011年3月5日、新宿BLAZE）
- AUTRIBE 2nd LIVE "TRIP TRAP TRIBE"（2011年10月28日・29日、渋谷WWW)
- AUTRIBE 3rd LIVE "anthird"(2012年9月2日、新宿BLAZE)
- AUTRIBE FIRST LIVE TOUR 〜STARTRIBE(2013年4月21日、渋谷WWW、5月4日、名古屋ハートランドスタジオ、5月5日、心斎橋Music Club JANUS)
- AUTRIBE 4th LIVE "EVOLUTRIBE"(2013年11月4日、新宿BLAZE)
- AUTRIBE 5th LIVE "5 for V"(2014年5月10日、新宿FACE)
- AUTRIBE 6th LIVE "ELECTROCK WORLD"(2015年3月8日、新宿BLAZE)
- SHINJI RACHI LIVE 【HISTORY ROAD ～COLORS～】（2017年1月15日・16日、Mt.RAINIER HALL）
- Rachi Shinji SHOW “ MAGIC ”（2017年12月28日、Mt.RAINIER HALL）
- Rachi Shinji 20th ANNIVERSARY SHOW “ MAGIC Ⅱ ”（2019年2月2日、Mt.RAINIER HALL ）

### LIVE（ゲスト）
- MEN-tertainment 〜メンタメ2011〜(2011年6月16日、ル・テアトル銀座)－AUTRIBE
- AKASAKA HALLOWEEN WEEK2013「スウィート・アクト・ハロウィン」（2013年10月28日、赤坂BLITZ）－AUTRIBE
- 東京ボーイズコレクション（2013年12月27日、赤坂BLITZ）－AUTRIBE
- PaniCrewカウントダウンパーティー2013〜2014（2013年12月31日、浅草コシダカシアター）－AUTRIBE
- Gilles de Rais 〜ジル・ド・レ〜（2015年2月24日、浅草六区ゆめまち劇場）－AUTRIBE
- PANI VALENTINE DAY SPECIAL LIVE2016（2016年2月13日、浅草六区ゆめまち劇場）－AUTRIBE
- 『安蘭けい in ドラマティックコンサート 愛の讃歌』（2016年7月14日、Bunkamuraオーチャードホール）
- Kazuaki LIVE 2017（2017年8月20日、Eggman tokyo east）
- KIMERU 20th Anniversary Fes 2022 DYEING（2022年11月19日、赤羽ReNY alpha）
- KIMERU Additional Live & Talk tour 2023 DYEING（2023年4月16日、 HOLIDAYSHINIJUKU）

### 振付
- 昆夏美 2nd SINGLE『PROMPT』MV（2013年8月21日）
- タンバリンステージ『Earth Rise 世界のはじまりに君に逢いにいく』（2014年10月）
- 宝塚歌劇団　月組公演『瑠璃色の刻』フィナーレ（2017年4月29日 - 5月7日、梅田芸術劇場シアター・ドラマシティ / 5月13日 - 21日、TBS赤坂ACTシアター）
- 風男塾ミュージカル『Believe～遙かなるプロキオン～』（2020年2月29日 - 3月8日、博品館劇場）
- 音楽劇『モンテ・クリスト伯』（2020年8月18日 - 23日、明治座）
- ロックミュージカル『MARS RED』（2021年6月24日 - 7月1日、天王洲 銀河劇場）
- 付き人さんシリーズ『ATTENDANT“X”』（2021年10月22日 - 24日、博品館劇場）
- 無人島に生きる十六人（2022年4月12日 - 24日、こくみん共済coopホール スペース・ゼロ）
- 日中合作 音楽劇『李香蘭-花と華-』(2023年1月13日 - 22日、紀伊國屋サザンシアター TAKASHIMAYA）
- 『薔薇王の葬列』(2025年4月19日 - 27日、こくみん共済coopホール／スペース・ゼロ）総合演出・振付[49]

### その他

#### 舞台イベント
- ミュージカル『GLORY DAYS』記者会見＆プレミアムMEETING（2009年5月10日）
- ALTAR BOYZ の X'mas NIGHT（2009年12月24日、新宿FACE）
- ミュージカル『ALTAR BOYZ』製作記者発表（2010年7月5日）
- 舞台「タンブリング」トークショー（2010年9月30日、新阪急ホテル）
- 舞台「タンブリング」vol.2大感謝祭トークイベント（2011年5月22日、赤坂ACTシアター / 5月25日、名古屋市芸術創造センター / 6月1日、神戸朝日ホール)
- “私”と“彼”の取り調べっ！in六本木（2012年6月10日、六本木ヒルズ・テレビ朝日内umu）
- スリル・ミースペシャル　プレイベント「"私"と"彼"のクリスマス」（2012年12月9日、品川プリンスホテル・メインタワー「トパーズ15」）
- 『ミリオンダラー・ヒストリー』のお見送り&クルージングイベント（2014年8月13日 - 16日）
- BREAK OUT Presents 幕末Rock 超絶頂★雷舞（2014年11月2日、Zepp Tokyo） - ゲスト出演
- ミュージカル『シャーロックホームズ2 ブラッディ・ゲーム』製作発表（2015年2月17日、新宿ReNY）
- BREAKOUT祭2015〜POP-UP GaLLeRY〜『幕末Rock』／超歌劇『幕末Rock』上映会＆トークセッション（2015年5月10日、シネクイント）
- 超歌劇『幕末Rock』超☆声宴（ウルトラトークイベント）（2015年6月7日、彩の国さいたま芸術劇場大ホール）
- ミュージカル『ダンス・オブ・ヴァンパイア』製作発表（2015年8月11日、スコットホール）
- ミュージカル『ダンス・オブ・ヴァンパイア』ハロウィンイベント（2015年10月31日、帝国劇場1階ロビー）
- BREAK OUT 春祭 2016『さよならソルシエ』（2016年1月31日、EX THEATER ROPPONGI） - トークゲスト出演
- 超★超歌劇『幕末Rock』DVD発売記念イベント（2016年2月21日、日野市民会館）
- ミュージカル『さよならソルシエ』公演前スペシャルトークイベント in animate（2016年3月2日、アニメイト池袋本店）
- 生男ch 番外公開放送〜ブラック メリーポピンズ〜（2016年4月24日、新宿ロフトプラスワン）
- ミュージカル『さよならソルシエ』Blu-ray&DVD発売イベント（2016年10月15日、ひの煉瓦ホール）
- 生男ch 番外公開放送 ～ALTAR BOYZ-Team GOLD＆Team LEGACY～（2017年1月22日、新宿ロフトプラスワン）
- 超歌劇『幕末Rock』黒船来航BD/DVD発売記念イベント（2017年3月11日、一ツ橋ホール）
- 2.5次元舞台展 日テレプラス「2.5次元ナビ」公開収録（2017年11月9日） - 超歌劇『幕末Rock』として出演
- 超歌劇『幕末Rock』絶叫！熱狂！雷舞　公演直前SPイベント（2017年11月21日、Gibson Brands Showroom TOKYO）
- 超歌劇『幕末Rock』絶叫！熱狂！雷舞 BD&DVD発売記念イベント（2018年5月3日、ティアラこうとう大ホール）
- ミュージカル『Code：Realize ～創世の姫君～』大阪公演直前スペシャルイベント（2018年5月24日、アニメイト大阪日本橋店）
- 生男ch 番外公開放送～ドリアン・グレイの肖像～（2018年9月8日、原宿ストロボカフェ）
- ミュージカル『Code：Realize ～創世の姫君～』Blu-ray発売記念イベント（2018年12月22日、福生市民会館大ホール）
- ミュージカル『Code：Realize ～創世の姫君～』Blu-rayリリースイベント 特典ブロマイドお渡し会（2019年1月26日、アニメイトAKIBAガールズステーション）
- 『ALTAR BOYZ 2019』直前SP ニコ生公開放送（2019年2月24日、新宿ロフトプラスワン）
- 『ALTAR BOYZ 2019』直前SP ニコ生公開放送Vol.2（2019年3月10日、新宿ロフトプラスワン）

#### その他
- シアターガイド「〜わたしの今月コーナー〜」連載（2008年8月-2009年4月）
- もずく親善大使認証（2009年4月19日）
- 注目男性俳優専門携帯公式サイト『ビジュアルボーイ』参加（2009年6月19日）
- ミュージカル専門モバイルサイト「ミュージカル カフェ」参加（2009年9月18日）
- 『あっ!ふろでぃーて!? トーク＆ライブ＆スペシャル!!!』（2011年10月22日、あっ！とおどろく放送局） - 公開インターネットTV
- 『Butakome Talk&Live Vol.2　良知真次×平方元基』（2011年11月19日、銀座K-PLACE）
- 『中河内雅貴×良知真次　僕たちの地球ロード in U.S.A.西海岸』完成披露試写会イベント（2013年8月16日、朝日生命ホール / 8月31日、東別院ホール / 9月1日、六本木ファーストビル）
- タイガーマスク初日舞台挨拶（2013年11月9日、新宿ミラノ2 / TOHOシネマズ六本木ヒルズ）
- 「僕たちの地球ロード」シリーズ総決算ファン感謝祭り！の『ぼくちきゅ祭り！〜シリーズ初感謝祭〜』（2013年11月10日、星陵会館ホール）
- ワンセグ☆ふぁんみ（2014年6月14日、青山サテライトスタジオ「NHK@キャンパス」）
- 「俺旅。」in香港 完成披露イベント（2015年11月14日、東京美容専門学校マルチホール / 2016年1月17日、朝日生命ホール / 1月24日、東建ホール丸の内）
- CHEERZ for MEN 参加（2016年3月15日）
- ジャンプフェスタ2018（2017年12月17日、幕張メッセ）[50]
- 北京・日本映画週間　日本大使館歓迎レセプション（2018年4月16日）
- 中日シンクタンク・メディアハイレベル対話会（2018年4月24日、東京）
- 本格幻想RPG『陰陽師』二周年イベント（2018年10月4日、上海）
- 東京・中国映画週間 映画の旅展 開催記念セレモニー（2018年10月25日、中国文化センター）
- イケメンステージ2.5D in ハロウィン（2018年10月30日、ハートミュージアム）
- 「ようこそ！音楽のテーマパーク"Youland"へ」〜ミューちゃん・ジックンと一緒に大冒険へ出発だ！〜（2018年11月3日、彩の国さいたま芸術劇場 音楽ホール）- ジックン（声）[51]
- 中国版・紅白歌合戦 13億人と共に見よう“春節聯歓晩会”2019生中継直前〜特別番組〜（2019年2月4日）
- ニジゲンノモリ NARUTO×BORUTO 忍里のオープン記念記者発表イベント（2019年4月20日）[52]
- ニジゲンノモリ 佐藤流司 × 良知真次　スペシャル親善大使イベント（2019年11月12日）
- 電気文化会館プレミアムセミナー 「2.5次元ミュージカルの魅力～人気の秘密をひもとく～」（2020年1月11日）
- 北京語学大学東京校 オンライン講演会「日本と中国をつなぐ人気エンタメコンテンツ」（2020年10月25日）
- モザイク東京 朗読リレー「今日が誕生日の君へ 3月16日生まれ」（2022年3月16日）

### PV
- 「星が咲いたよ/畠山美由紀」
- 「End roll/androp」

## DVD、Blu-ray

### 舞台
- DANCE SYMPHONY（2008年3月）
- ミュージカル　君に捧げる歌（2008年4月）
- WILDe BEAUTY 〜オスカー・ワイルド、或いは幸せの王子〜（2008年7月）
- Musical Show“D”〜永遠という名の神話〜
- GLORY DAYS（2009年7月30日）
- LOVE LOVE DE SHOW 『SAKURA cha cha』（2009年12月）
- 舞台「タンブリング」（2010年12月22日）
- 陰陽師〜Light and Shadow〜（2011年8月1日）
- タンブリングvol.2（2011年10月5日）
- ミュージカル『黒執事』-The Most Beautiful DEATH in The World-千の魂と堕ちた死神（2013年10月2日）
- 宝塚BOYS 2013（2014年2月18日）
- ミュージカル『ミリオンダラーヒストリー』
- CLASSCAL NEO FANTAZY SHOW『THE SHINSENGUMI』
- 心理スリラーミュージカル『ブラック メリーポピンズ』（2015年1月21日）
- 超歌劇『幕末Rock』（2015年4月8日）
- ミュージカル『シャーロック ホームズ2〜ブラッディ・ゲーム〜』B ver.（2015年10月7日）
- 超★超歌劇『幕末Rock』（2015年12月2日）
- ミュージカル『さよならソルシエ』（2016年8月3日）
- 心理スリラーミュージカル『ブラックメリーポピンズ』2016年版（2016年12月7日）
- 超歌劇『幕末Rock』黒船来航（2016年12月21日）
- ライブ・スペクタクル『NARUTO-ナルト-』〜暁の調べ〜（2017年12月13日）
- 超歌劇『幕末Rock』絶叫！熱狂！雷舞（2018年3月23日）
- 『人間風車』2017年版（2018年5月16日）
- ミュージカル『陰陽師』～平安絵巻～（2018年7月4日）
- ミュージカル『Code:Realize〜創世の姫君』（2018年11月18日）
- 宝塚BOYS 2018 team SEA（2019年2月）
- ミュージカル『ドリアン・グレイの肖像』（2019年3月）
- ライブ・スペクタクル『NARUTO-ナルト-』〜暁の調べ〜 2019年版（2020年6月24日）
- 『FINAL FANTASY BRAVE EXVIUS』 THE MUSICAL（2020年9月4日）
- 演劇の毛利さん – 音楽劇『星の飛行士』（2021年7月14日）
- 歌劇『桜蘭高校ホスト部』（2022年6月22日）
- 日中合作 音楽劇「李香蘭-花と華-」（2023年9月）

### 映画
- 群青 愛が沈んだ海の色（2009年11月25日）
- タイガーマスク（2014年5月9日）

### ドラマ
- 都市伝説の女（2012年9月19日）

### その他
- 中河内雅貴×良知真次 僕たちの地球ロード in U.S.A 西海岸 ロサンゼルス編（2013年9月27日）
- 中河内雅貴×良知真次 僕たちの地球ロード in U.S.A 西海岸 ラスベガス編（2013年9月27日）
- 俺旅〜香港〜 九龍編（2016年1月29日）
- 俺旅〜香港〜 香港島編（2016年1月29日）
- 私立君沢学園～アブない修学旅行～(2021年2月)

## CD

### 舞台
- WILDe BEAUTY 〜オスカー・ワイルド、或いは幸せの王子〜（2008年7月）
- ALTAR BOYZ（2012年2月25日）
- Romeo & Juliet（2012年3月15日）
- 音楽劇ヴォイツェク(2014年2月26日)
- アルジャーノンに花束を（2014年12月）

### その他
- 群青 愛が沈んだ海の色（2009年6月24日）
- アルバム「AUTRIBE」AUTRIBE（2013年4月10日）
- シングル「I'm Ready」AUTRIBE（2014年2月19日）

### 配信
- 群青-愛が沈んだ海の色- オリジナル・サウンドトラック（2009年6月24日）
- アルバム「AUTRIBE」AUTRIBE（2013年4月10日）
- シングル「I'm Ready」AUTRIBE（2014年2月19日）
- 弱虫ペダル テーマソングアルバム「I'm Ready」収録（2015年10月14日）
- ミュージカル『さよならソルシエ』サウンドコレクション（2017年3月16日）
- 超歌劇『幕末Rock』ボーカルアルバム（2017年11月15日）
- 超★超歌劇『幕末Rock』ボーカルアルバム（2017年11月15日）
- 超歌劇『幕末Rock』黒船来航 ボーカルアルバム（2017年11月15日）
- ミュージカル『陰陽師』〜平安絵巻〜 オリジナルサウンドトラック（2018年11月16日）

## MV
- 「旅立ち」コバソロwith良知真次(2013年11月12日)
- 「Echo」コバソロwith良知真次(2014年3月14日)
- 「ONE WAY〜love」コバソロwith良知真次（2015年3月14日）
- 『Resonance』～音月桂初企画  監督作品第1弾（2015年6月12日）
  - 『BIRTHDAY』～Resonance メイキング映像　監督作品第2弾（2015年6月19日）
  - 本編MV『Resonance』監督作品第3弾（2015年6月26日）
  - MV『Resonance 〜FINAL〜』監督作品第4弾（2015年7月7日）